# Cetatea Hartburg
Hardtburg este o cetate-ruină care s-a păstrat în decursul timpului relativ bine. Cetatea este amplasată în apropierea localității Stotzheim, la marginea de nord a masivului Eifel. Cetatea era deja într-o stare neglijată deja în secolul XVIII. Din anul 1965 s-au luat măsuri de restaurare a cetății, aceasta putând fi vizitată și în același timp oferă loc de cuibărit păsărilor din pădurea înconjurătoare.

## Galerie de imagini

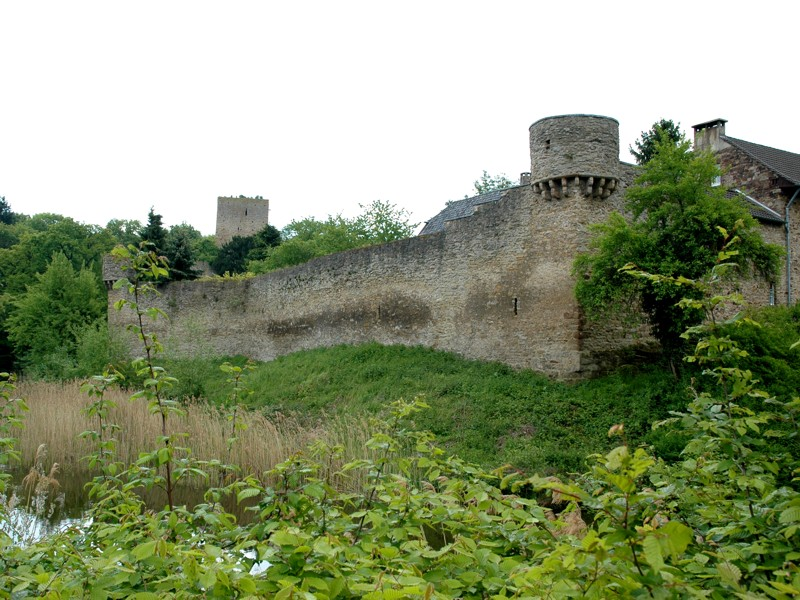
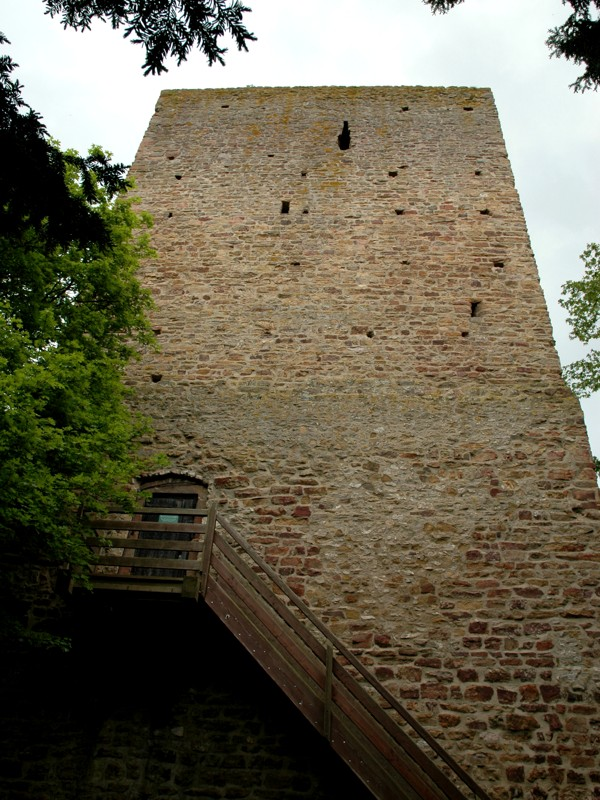
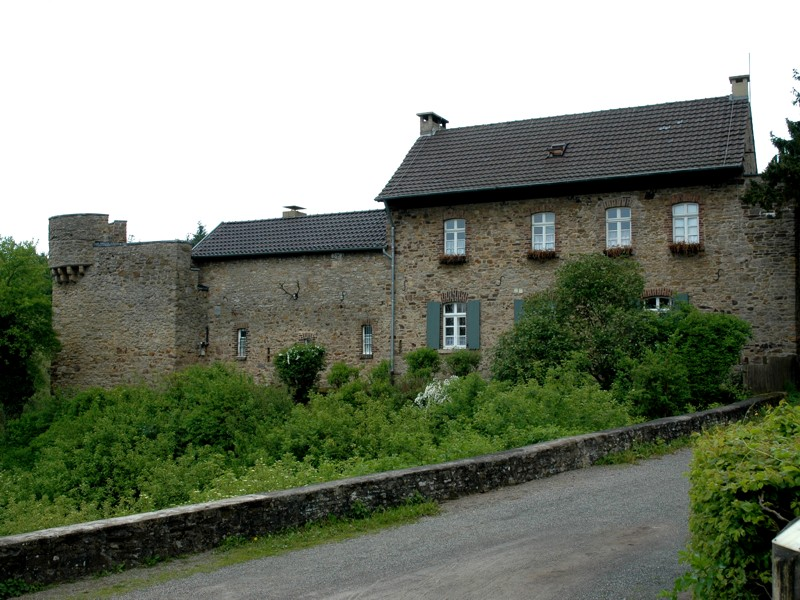